# Mindless Behavior
Mindless Behavior fue una boy band originaria de Los Ángeles, Estados Unidos, cuyos miembros eran Roc Royal, Ray Ray, Prodigy, Princeton y EJ.

## Biografía
Mindless Behavior avivan un frenesí donde quiera que vayan. Mingling ranuras R & B, ganchos pop, hip hop y swagg, el cuarteto adolescente -Prodigy, Roc Royal, Ray Ray y Princeton- se ha convertido rápidamente en un fenómeno musical moderno, con un ejército de fanes gritando tras ellos en todas partes. En su álbum debut para Streamline/Interscope Records, # 1 Girl (publicado el 20 de septiembre 2011), el grupo comenzó a llamar la atención en todo el mundo. Aseguran que algunas de sus influencias son The Jackson Five, New Edition, o B2K.
En 2008, el grupo nació de un concepto creado por la conjunción Entertainment Inc. CEO Walter Millsap [Beyonce, Alicia Keys, J.Lo] y Streamline cabeza Registros Vincent Herbert [Lady Gaga]. Una audición abierta se llevó a cabo por la Conjunción Millsap [Beyoncé, Timbaland], Keisha Gamble, compositor Candice Nelson [Mary J. Blige, Britney Spears, Ciara], y el coreógrafo David Scott en Los Angeles. Entre los más de 600 niños, Prodigy, Princeton, Roc Royal, y Ray Ray fueron los más brillantes, al instante quedaron encantados por el equipo y la solidificación de la alineación. Para los próximos dos años, se sumergieron en la música, el desarrollo de su singular sonido y estilo, bajo la dirección de Herbert y Millsap. Poco después, el presidente Jimmy Iovine IGA firmó Mindless Behavior a la etiqueta. 
La química entre los chicos resultó cinética desde el momento en que entraron en una sala de ensayo juntos. Dada su afición por aprender rápidamente nuevos estilos, Prodigy ejerce baile increíble y habilidades vocales. Ray Ray estudió con el legendario bailarín de LA batalla Tommy the Clown, mientras que Roc Royal comenzó a rapear a los ocho años de edad. Princeton comenzó su carrera a la edad de cuatro años, protagonizando anuncios para Skechers, McDonalds y Nike, así como videos musicales de la famosa banda Gym Class Heroes. 
"Hemos tenido conexión desde el primer día que nos conocimos, porque a todos nos gusta la música y la actuación. Sobre el escenario, vamos a por todas," declara Princeton. 
El público sintió que la pasión como Mindless Behavior se fue rápidamente de recorrer escuelas secundarias para abrir entradas agotadas giras para Backstreet Boys [This Is Us] y Justin Bieber [Pop-Con]. Un fervor por la música se extendió por multitudes en la fuerza de su primer single "My Girl" en 2010. Una joya pop de propulsión, la canción es casi a los 34 millones de visitas en YouTube, y fue nominado para el "Viewer Choice" Premio BET 2011. 
El seguimiento, "la señora derecha", continuó a llamar la atención y derretir los corazones con su combinación de beats infecciosos y armonías dulce soul. Aterrizó en el # 1 en la BET 106 & Park de tres semanas en una fila y fue la canción # 1 en el Radio Urbano más añadió. Dirigida por Brett Ratner [Red Dragon, Rush Hour], cine video musical de la canción, incluso cuenta con cameos de Mike Epps, LL Cool J, y Diggy Simmons, convirtiéndose rápidamente en el # 1 más demandados vídeo en Music Choice. 
El tercer single, "Girls Talkin Bout", rebota de producción electro energético en un coro inolvidable. Igualmente mostrando cada miembro, ya está listo para los clubes y en la radio. Como dice la canción, que tienen "arrogancia de cien mil millones de dólares y más allá." 
Princeton revela, "La canción muestra cómo todas estas chicas hablan de nosotros a causa de nuestra confianza, estilo, swagg, y como chicos Mindless que somos." 
Entonces, ¿cómo puede usted estar "Mindless?" Ray Ray continúa: "Cualquiera puede ser Mindless. No importa si usted es de dos años de edad, o de ochenta y dos años de edad. Sea usted mismo. Ame lo que es y ame lo que hace, no importa lo que sea. Eso te hace Mindless". 
Es un mensaje inspirador que trasciende todas las fronteras. Mindless Behavior une a la gente bajo la bandera de este estilo de vida positivo. Han elegido ser "Mindless", y se puede escuchar en sus canciones, innegables universales. Esa es también la razón por la reacción de los fanes ha sido tan explosivo. 
Su cumplir-n-saluda atraerá a miles de niñas haciendo cola horas antes solo para cumplir con ellos. One Washington DC en la tienda, incluso tuvo que ser cerrado debido a cuatro mil aficionados invadieron el centro comercial. "Nuestra base de fans está creciendo mucho y no podíamos estar más emocionados", dice Roc Royal con una sonrisa. "Nosotros les damos lo que quieren. Podemos relacionarnos con ellos, porque todos somos hijos y nos encanta la diversión." 
Online, el grupo se mantiene constantemente en contacto con el siguiente salvaje. Como resultado de ello, son el artista # 2 UMG detrás de Lady Gaga en cuanto a la presencia en línea y tienen la página # 1 del artista en MTV.com. 
Prodigy concluye: "Tenemos muchas ganas de mostrar a nuestros fans lo mucho que los amamos con # 1 Girl. Queremos que sepan que somos como ellos. Estamos todos Mindless 24/7, y que pueden ser demasiado."
En la actualidad el grupo se encuentra sin nuevos temas.

## Videografía
| Título                                      | Año  | Álbum                | Director                             | coreógrafo |
| ------------------------------------------- | ---- | -------------------- | ------------------------------------ | ---------- |
| My Girl                                     | 2010 | #1 Girl              |                                      | Dave Scott |
| My Girl (remix) ft. Ciara, Tyga & Lil Twist | 2011 | #1 Girl              | Ryan Pallotta                        | Dave Scott |
| Mrs Right ft. Diggy Simmons                 | 2011 | #1 Girl              | Brett Ratner                         | Dave Scott |
| Girls Talkin' Bout                          | 2011 | #1 Girl              | Steve Carr                           | Dave Scott |
| Christmas With My Girl                      | 2011 | Aucun                |                                      | Dave Scott |
| Valentine's Girl                            | 2012 | Aucun                | Walter Millsap III                   | Dave Scott |
| Hello                                       | 2012 | #1 Girl              | Walter Millsap III & Vincent Herbert | Dave Scott |
| Keep Her On The Low                         | 2013 | All Around the World | Walter Millsap III & Vincent Herbert | Dave Scott |
| All Around The World                        | 2013 | All Around the World | Walter Millsap III & Vincent Herbert | Dave Scott |

## Miembros
- Prodigy, nacido el 26 de diciembre de 1996 (28 años)
- Roc Royal, nacido el 23 de julio de 1997 (27 años)
- Princeton, nacido el 21 de abril de 1996 (28 años)
- Ray Ray, nacido el 6 de enero de 1996 (29 años)
- EJ, nacido el 24 de junio de 1997 (27 años)

## Lista de música
- #1 Girl.
- Hello.ggyuyu
- My Girl.
- akella
- Hook It Up.
- Missing You.
- Future.
- uh oh
- Girl Talkin Bout.
- Mrs. Right (Feat. Diggy Simmons)
- I Love You.
- Kissing Game.
- Christmas With My Girl.
- My Girl Remix (Feat. Ciara, Tyga & Lil Twist)
- Valentine's Girl.
- All Aroud The World.
- Keep Her On The Low.
- Used To Be.
- I Lean (Feat. Soulja Boy)
- Pretty Girl (feat. Jacob Latimore & Lil Twist)
- I'm Falling.
- Ready For Love.
- Band-Aid.
- Forever.
- Video.
- Brightside.
- Lookin For Ya.
- Bang Bang Bang.
- Your Favorite Song.
- House Party.
- Gone
- La-La-La
- Number1.

- Wikimedia Commons alberga una categoría multimedia sobre Mindless Behavior.

- Datos: Q940034
- Multimedia: Mindless Behavior / Q940034